# 로망 아 클레

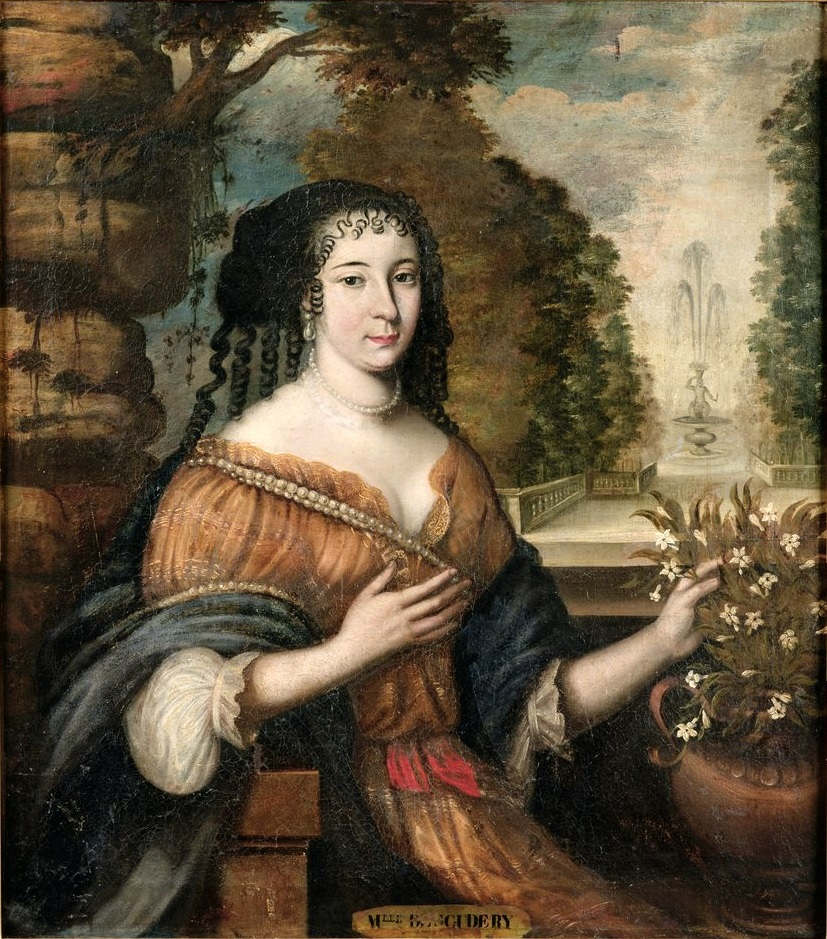
마들렌 드 스퀴데리

로망 아 클레(Roman à clef)는 소설에서 실제 인물을 허구에 덮어씌운 소설을 뜻한다. 소설에 있는 이름은 실제 사람들을 나타내고, 열쇠(clef)는 논픽션과 픽션 사이의 관계를 의미한다. 이는 저자가 실제 사람이란 것을 글로 직접 알려줄 수도 있고, 다른 방법이나 문학적인 기법을 사용해 별도로 암시하게 할 수도 있다.
로망 아 클레는 17세기 마들렌 드 스퀴데리가 정치와 관련되어 있는 인물들을 주인공으로 하는 소설을 쓰면서 생겨났으며, 실비아 플래스, 존 밴빌, 트루먼 커포티, 시몬 드 보부아르, 어니스트 헤밍웨이, 조지 오웰, 잭 케루악, 빅토르 위고, 블레즈 상드라르, 필립 K. 딕, 제이 매키너니, 나기브 마푸즈, 찰스 부코스키, 솔 벨로, 제임스 조이스, 주나 반스 등이 사용하였다.
작가가 로망 아 클레를 사용하는 이유는 풍자와 논란이 있는 주제들에 대한 글쓰기와 명예훼손이 일어나지 않게 스캔들에 관한 내부 정보를 쓰는 것, 그리고 이야기를 작가가 바꾸고 싶은 방향으로 바꿀 수 있는 기회를 주며, 개인적이고 자전적인 경험을 묘사할 수 있기 때문이다.
로망 아 클레는 다른 문학 장르와 예술에도 영향을 끼쳤으며, 특히 영화에서는 같은 의미의 필름 아 클레(film à clef)를 만들었다.

## 같이 보기
- 알레고리
- 서사적 논픽션
- 명예훼손
- 허구

## 참고 문헌
윌리엄 아모스 (1985). The Originals: Who's Really Who in Fiction. ISBN 0-7221-1069-3.
- 브라이언 버즈비 (2003). Character Parts: Who's Really Who in CanLit. ISBN 0-676-97579-8.